# Brosme brosme
Brosme
Genre
Espèce
Brosme brosme, communément appelé Brosme, est une espèce de poissons de la famille des Gadidae (les gadidés, dont font partie notamment les morues). Ses noms anglais sont Cusk, Torsk, Rusk ou Brosmius. L'espèce semble être menacée dans l'Est du Canada. C'est la seule espèce de son genre Brosme (monotypique).

## Description
Par son corps allongé, il ressemble à la merluche, dont il se distingue par une nageoire dorsale unique.
D'une taille pouvant atteindre 1 mètre pour un poids de 13 kg, le Brosme se reconnaît notamment à sa nageoire dorsale unique qui, comme sa nageoire anale, rejoint sa nageoire caudale. Sa coloration va du rouge foncé ou du brun verdâtre au jaune pâle sur le dos et se dégrade en crème jusqu'au ventre. Ses nageoires impaires suivent la couleur du corps et portent une ligne noire près de la marge. Les nageoires pectorales et pelviennes sont de même teinte que les flancs avec du noir au bout. Sa tête évoque un peu une morue, en pointe arrondie et aplatie sur le dessus, avec un barbillon un peu plus long que son diamètre oculaire. Les jeunes exemplaires ont quelques bandes verticales jaunâtres sur les flancs.

## Aire de distribution

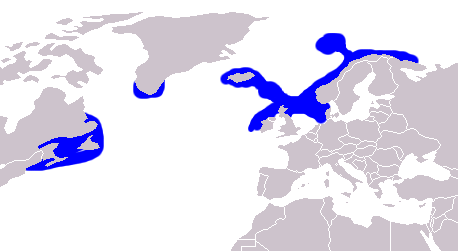
Carte de répartition de Brosme brosme.

Le Brosme est essentiellement un poisson nordique des eaux profondes, récolté toute l'année par les pêcheurs côtiers, pré-côtiers et hauturiers à la palangrotte, à la palangre et au chalut à panneaux.
Le Brosme est un poisson solitaire à nage lente. Il ne migre que rarement d'un banc à l'autre, il préfère les fonds durs et accidentés, où il paresse, et fréquente occasionnellement les substrats vaseux, mais non les fonds sablonneux. Il se tient dans des eaux froides (de 0 à 15 °C), à des profondeurs allant de 50 à 1 000 mètres.
On le retrouve des deux côtés de l'Atlantique nord. Un peu au Labrador, sur les bancs au large de Terre-Neuve et de la Nouvelle-Écosse jusqu'à Cap Cod au sud et parfois le New Jersey. La population se concentrant au sud-ouest et dans le talus du plateau néo-écossais et dans le chenal Fundian. Un peu sur la pointe du Groenland. En Europe il est plus répandu : de l'Islande au nord des îles britanniques, en passant par les îles Féroé, le nord de la Mer du Nord, du détroit de Cattégat à la côte mourmane en longeant la Norvège.
Une étude menée par Pêches et Océans Canada en 1998 montre une chute constante du stock de brosmes sur le plateau néo-écossais et conclut qu'une fermeture de la pêche dans ses foyers de populations est nécessaire à la préservation du stock. Des années 1970 aux années 1990, la taille moyenne des brosmes capturés est passée de 65 cm à 54 cm environ.

## Biologie
On pense que, sur le plateau néo-écossais, le Brosme fraie entre mai et août, principalement en juin. Les œufs, pélagiques, ont un diamètre d'environ 1,4 mm et sont dotés d'un globule huileux rosâtre. Les larves, pélagiques également, mesurent environ 4 mm à éclosion et migrent au fond quand elles atteignent environ 50 mm. Les mâles semblent croître un peu plus rapidement que les femelles (ils mesurent 45 cm à 5 ans) et parviennent plus vite qu'elles à la maturité.
On ne sait rien de l'alimentation du Brosme sur le plateau néo-écossais, car l'estomac de ce poisson se retourne quand ce dernier est amené à la surface. En Europe, le Brosme se nourrit surtout de crabes et de mollusques et, à l'occasion, d'étoiles de mer. Du côté américain de l'Atlantique, on a vu des brosmes se nourrir surtout de crabes et de mollusques au large des côtes du Maine. Le seul cas de prédation de brosmes connu est celui d'un phoque à capuchon large du Groenland. On n'a pas observé de brosmes dans les estomacs de phoques sur le plateau néo-écossais.

## Alimentation

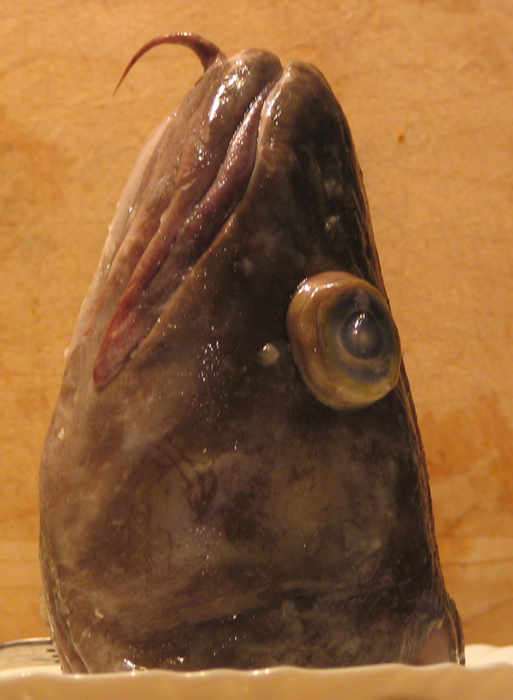
Tête de brosme décongelée (rare spécimen des îles de la Madeleine 2006)

Poisson plutôt méconnu au Canada, sans doute à cause de sa rareté, il semble être fort apprécié en Norvège et en Europe. C'est un poisson à chair très blanche, qu'on consomme comme celle de la morue, fraîche, salée, congelée, etc.
Un article paru dans Science en 2011 fait état de travaux qui démontreraient que les brosmes sont capables d'utiliser un morceau de rocher comme outil pour casser la coquille de mollusques et s'en nourrir. Ce travail a donné lieu à d'amples controverses.

## Le Brosme et l'Homme

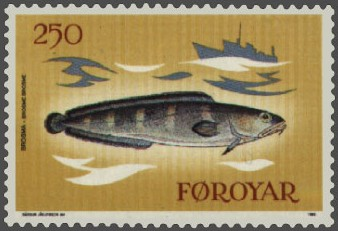
Timbre danois associant le Brosme et les îles Féroé.